# Adam Kszczot
Adam Kszczot (né le 2 septembre 1989 à Opoczno) est un athlète polonais spécialiste du 800 mètres. 
Champion du monde en salle en 2018 à Birmingham, il remporte également six titres européens, dont trois en salle (2011, 2013 et 2017) et trois en plein air (2014, 2016 et 2018).

## Biographie

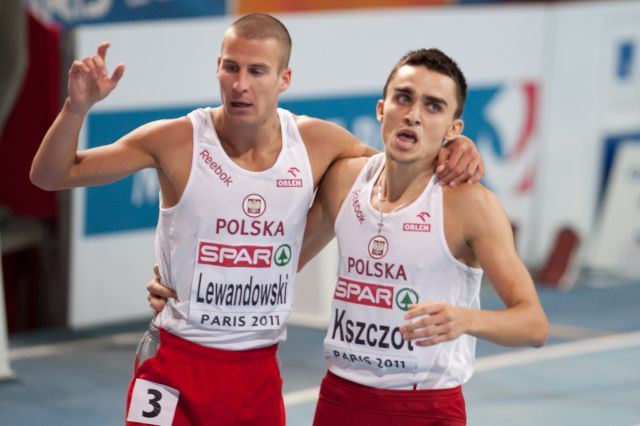
Adam Kszczot (à droite) remporte les championnats d'Europe en salle 2011, devant son compatriote Marcin Lewandowski

Il se révèle durant la saison 2007 en remportant le titre des Championnats du monde jeunesse, compétition mettant aux prises les meilleurs athlètes de moins de dix-huit ans, avant de terminer troisième des Championnats d'Europe juniors. L'année suivante, il échoue au pied du podium des Championnats du monde juniors de Bydgoszcz.
L'année 2009 constitue sa première saison sur le circuit de l'IAAF. En mars, Adam Kszczot se classe quatrième des Championnats d'Europe en salle de Turin avec le temps de 1 min 49 s 52, échouant à seulement deux dixièmes de secondes du podium. Durant l'été, le Polonais remporte son premier titre national et établit la meilleure performance de sa carrière sur 800 mètres avec le temps d'1 min 45 s 72 lors du meeting d'Ostrava. Quelques jours plus tard, à Kaunas, il devient champion d'Europe espoir en 1 min 45 s 81, devant son compatriote Marcin Lewandowski. Sélectionné pour les Championnats du monde de Berlin, Adam Kszczot est éliminé au stade des demi-finales en 1 min 46 s 33.
En 2010, Adam Kszczot se classe troisième des Championnats du monde en salle de Doha dans le temps de 1 min 46 s 69. Il obtient une nouvelle médaille de bronze lors des Championnats d'Europe de Barcelone (1 min 47 s 22). La course est remportée par son compatriote Marcin Lewandowski.
Son premier succès international majeur intervient en début de saison 2011 à l'occasion des Championnats d'Europe en salle de Paris-Bercy où il remporte le titre du 800 m en 1 min 47 s 87, devant son compatriote Marcin Lewandowski et l'Espagnol Kevin López. Il remporte la médaille d'or lors des Championnats d'Europe espoirs d'athlétisme 2011 en 1 min 46 s 71. Il réalise un peu plus tard, la meilleure marque européenne de l'année et son meilleur temps sur 800 mètres à Bydgoszcz avec 1 min 44 s 30 lors de la 1re étape de l'European Athletics Outdoor Premium Meetings. Vainqueur des championnats d'Europe espoirs d'Ostrava, il se classe sixième des championnats du monde de Daegu. En septembre 2011, lors du meeting de Rieti, il se classe 2e du 800 mètres en profitant de la tentative de record du monde de David Rudisha pour améliorer son record personnel en 1 min 43 s 30. 

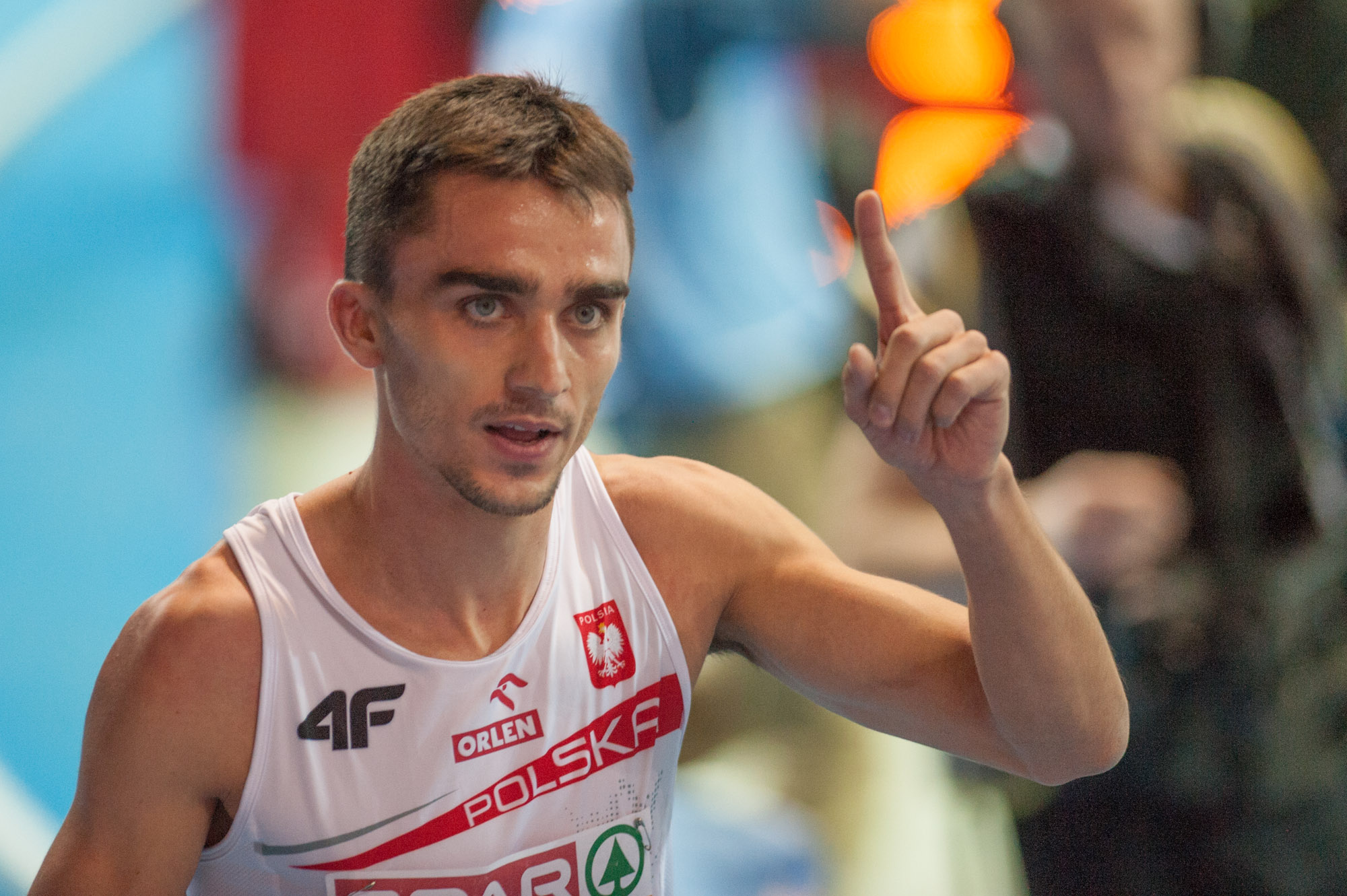
Adam Kszczot lors des championnats d'Europe en salle 2013.

En février 2012, il court 1 min 44 s 57 lors du meeting de Liévin, soit la troisième meilleure performance européenne de l'année. En 2013, il conserve son titre européen en salle à l'occasion des championnats d'Europe en salle
de Göteborg où il devance l'Espagnol Kevin Lopez et le Britannique Mukhtar Mohammed.
Adam Kszczot décroche la médaille d'argent des championnats du monde en salle 2014 de Sopot, en Pologne, devancé par l'Éthiopien Mohammed Aman. Il participe fin mai à la première édition des relais mondiaux, à Nassau aux Bahamas, et s'adjuge la médaille d'argent du relais 4 × 800 m au sein de l'équipe de Pologne qui établit un nouveau record national en 7 min 8 s 69. En août 2014, lors des championnats d'Europe de Zurich, il décroche son premier titre continental en plein air en s'imposant en finale du 800 m en 1 min 44 s 15, devant son compatriote Artur Kuciapski et l'Irlandais Mark English.
En 2015, lors des championnats du monde de Pékin, Kszczot devient vice-champion du monde du 800 m derrière David Rudisha et devant le Bosniaque Amel Tuka. Il termine par ailleurs deuxième du classement général de la Ligue de diamant.
En 2016, il conserve son titre continental du 800 m lors des championnats d'Europe d'Amsterdam en s'imposant dans le temps de 1 min 45 s 18, devant Marcin Lewandowski et le Britannique Elliot Giles. L'année suivante, il remporte le 800 m des championnats d'Europe en salle 2017, à Belgrade, décrochant son troisième titre européen indoor après 2011 et 2013.
Le 8 août 2017, lors des championnats du monde de Londres, il obtient de nouveau la médaille d'argent en signant son meilleur temps de la saison, 1 min 44 s 95. Il est battu par le Français Pierre-Ambroise Bosse (1 min 44 s 67).
Invaincu durant toute la saison hivernale 2018, le Polonais remporte, en grand favori, le titre mondial aux championnats du monde en salle de Birmingham. En 1 min 47 s 47, il est sacré devant l'Américain Drew Windle (1 min 47 s 99) et l'Espagnol Saúl Ordóñez (1 min 48 s 01). Le 11 août, à Berlin, Adam Kszczot remporte son troisième titre européen consécutif au 800 m à l'occasion des championnats d'Europe. Il devance Andreas Kramer (1 min 45 s 03) et Pierre-Ambroise Bosse (1 min 45 s 30).
Il met un terme à sa carrière sportive en février 2022.

## Palmarès
| Date | Compétition                        | Lieu                               | Résultat | Épreuve     | Temps         |
| ---- | ---------------------------------- | ---------------------------------- | -------- | ----------- | ------------- |
| 2007 | Championnats d'Europe juniors      | Hengelo                            | 3e       | 800 m       | 1 min 48 s 10 |
| 2008 | Championnats du monde juniors      | Bydgoszcz                          | 4e       | 800 m       | 1 min 47 s 91 |
| 2009 | Championnats d'Europe en salle     | Turin                              | 4e       | 800 m       | 1 min 49 s 52 |
| 2009 | Championnats d'Europe espoirs      | Kaunas                             | 1er      | 800 m       | 1 min 45 s 81 |
| 2010 | Championnats du monde en salle     | Doha                               | 3e       | 800 m       | 1 min 46 s 69 |
| 2010 | Championnats d'Europe              | Barcelone                          | 3e       | 800 m       | 1 min 47 s 22 |
| 2011 | Championnats d'Europe en salle     | Paris                              | 1er      | 800 m       | 1 min 47 s 87 |
| 2011 | Championnats d'Europe par équipes  | Stockholm                          | 1er      | 800 m       | 1 min 46 s 50 |
| 2011 | Championnats d'Europe espoirs      | Ostrava                            | 1er      | 800 m       | 1 min 46 s 71 |
| 2011 | Championnats du monde              | Daegu                              | 6e       | 800 m       | 1 min 45 s 25 |
| 2012 | Championnats du monde en salle     | Istanbul                           | 4e       | 800 m       | 1 min 49 s 16 |
| 2013 | Championnats d'Europe en salle     | Göteborg                           | 1er      | 800 m       | 1 min 48 s 69 |
| 2013 | Championnats d'Europe par équipes  | Gateshead                          | 1er      | 800 m       | 1 min 47 s 27 |
| 2014 | Championnats du monde en salle     | Sopot                              | 2e       | 800 m       | 1 min 46 s 76 |
| 2014 | Relais mondiaux de l'IAAF          | Nassau                             | 2e       | 4 × 800 m   | 7 min 8 s 69  |
| 2014 | Relais mondiaux de l'IAAF          | Nassau                             | 6e       | 4 × 1 500 m | 15 min 5 s 70 |
| 2014 | Championnats d'Europe par équipes  | Brunswick                          | 2e       | 800 m       | 1 min 46 s 36 |
| 2014 | Championnats d'Europe              | Zurich                             | 1er      | 800 m       | 1 min 44 s 15 |
| 2014 | Coupe continentale                 | Marrakech                          | 3e       | 800 m       | 1 min 45 s 72 |
| 2015 | Relais mondiaux de l'IAAF          | Nassau                             | 2e       | 4 × 800 m   | 7 min 09 s 98 |
| 2015 | Relais mondiaux de l'IAAF          | Nassau                             | 4e       | R. medley   | 9 min 24 s 07 |
| 2015 | Championnats d'Europe par équipes  | Tcheboksary                        | 3e       | 800 m       | 1 min 45 s 84 |
| 2015 | Championnats du monde              | Pékin                              | 2e       | 800 m       | 1 min 46 s 08 |
| 2015 | Ligue de diamant                   | Ligue de diamant                   | 2e       | 800 m       | détails       |
| 2016 | Circuit mondial en salle de l'IAAF | Circuit mondial en salle de l'IAAF | 1er      | 800 m       | détails       |
| 2016 | Championnats d'Europe              | Amsterdam                          | 1er      | 800 m       | 1 min 45 s 18 |
| 2016 | Ligue de diamant                   | Ligue de diamant                   | 3e       | 800 m       | détails       |
| 2017 | Championnats d'Europe en salle     | Belgrade                           | 1er      | 800 m       | 1 min 48 s 87 |
| 2017 | Relais mondiaux de l'IAAF          | Nassau                             | 3e       | 4 x 800 m   | 7 min 18 s 74 |
| 2017 | Championnats du monde              | Londres                            | 2e       | 800 m       | 1 min 44 s 95 |
| 2017 | Ligue de diamant                   | Ligue de diamant                   | 3e       | 800 m       | 1 min 44 s 84 |
| 2018 | Circuit mondial en salle de l'IAAF | Circuit mondial en salle de l'IAAF | 1er      | 800 m       | détails       |
| 2018 | Championnats du monde en salle     | Birmingham                         | 1er      | 800 m       | 1 min 47 s 47 |
| 2018 | Coupe du monde                     | Londres                            | 2e       | 800 m       | 1 min 46 s 98 |
| 2018 | Championnats d'Europe              | Berlin                             | 1er      | 800 m       | 1 min 44 s 59 |
| 2019 | Championnats d'Europe par équipes  | Bydgoszcz                          | 1er      | 800 m       | 1 min 46 s 97 |
| 2020 | Circuit mondial en salle de l'IAAF | Circuit mondial en salle de l'IAAF | 2e       | 800 m       | détails       |
| 2021 | Championnats d'Europe en salle     | Toruń                              | 4e       | 800 m       | 1 min 47 s 23 |

## Records
| Épreuve    | Épreuve   | Temps         | Lieu   | Date              |
| ---------- | --------- | ------------- | ------ | ----------------- |
| 800 mètres | Plein air | 1 min 43 s 30 | Rieti  | 10 septembre 2011 |
| 800 mètres | En salle  | 1 min 44 s 57 | Liévin | 14 février 2012   |